# Gédéon de Catalogne
Pour les articles homonymes, voir Catalogne.
Gédéon de Catalogne est un arpenteur, cartographe, seigneur et officier français, né en 1663 à Balansun (Pyrénées-Atlantiques), dans le Béarn, et mort le 5 juillet 1729 à Louisbourg, en Acadie. Il passe la plus grande partie de sa vie en Nouvelle-France.

## Biographie
Né le 11 novembre 1663 dans une famille protestante béarnaise résidant à Balansun, il est baptisé au Temple Protestant d'Arthez-de-Béarn le 18/11/1663, fils de Gédéon de Catalogne et Marie Capdeviolle. Gédéon de Catalogne reçoit très probablement une formation en mathématiques. Il arrive en Nouvelle-France en 1683 en tant que soldat et arpenteur, et participe à quelques campagnes contre les Iroquois et les Anglais.
Gédéon émigra en Nouvelle France le 29 août 1683 à bord du navire 'La Tempête' qui transportait au Canada trois compagnies de soldats.
Après s'être converti au catholicisme en 1687, il obtient le grade d'officier et se consacre à des missions d'arpentage et de construction d'ouvrages militaires ou civils. 
En 1690, Gédéon de Catalogne épouse Marie-Anne Lemire, fille de Jean Lemire et petite-fille de Nicolas Marsolet. Grâce à cette union, il devient, en 1696, l'unique seigneur du fief des Prairies Marsolet, qui forme aujourd'hui la partie ouest de l'actuel territoire de la municipalité de Champlain.
Gédéon et Marie-Anne eurent cinq fils et six filles
En 1700, les Sulpiciens, seigneurs de Montréal, lui commandent le creusement d'un canal vers Lachine (canal de Lachine), mais des difficultés techniques l'empêchèrent d'achever cette tâche.
Nommé lieutenant en 1704, il effectue les relevés des seigneuries de la colonie, puis dresse les plans de Montréal et participe à la construction de ses fortifications. Il est sollicité également en 1708 pour évaluer comment assécher la rue Saint-Paul à Montréal, sujette aux inondations. Entre 1707 et 1710, il produit des cartes des Gouvernements de Québec, de Trois-Rivières et de Montréal avec un niveau de détail unique sous le régime français. La carte du Gouvernement de Montréal est aujourd’hui perdue mais les deux autres sont aujourd’hui très utiles aux historiens et généalogistes. Elles sont tracées pour transmettre à la cour du roi de France un état des lieux de la colonie, à une échelle suffisamment grande pour montrer le territoire dans son unité la plus petite : la concession. Elles mentionnent le nom des habitants de ces concessions. Ce travail permet de mieux planifier le développement de la colonie, en particulier du point de vue agricole. À partir de 1720, il travaille à l'île Saint-Jean (aujourd'hui île du Prince-Édouard), puis obtient le grade de capitaine (1723), assorti d'un commandement de compagnie à Louisbourg. Il acquiert également une propriété agricole dans la région de la rivière Miré, sur l'île du Cap-Breton.
Outre diverses cartes, il laisse un Recueil de ce qui s'est passé en Canada au sujet de la guerre, tant des Anglais que des Iroquois, depuis l'année 1682, écrit vraisemblablement en 1715 et qui constitue une bonne source historique sur cette période. Ses cartes des seigneuries sont également accompagnées d'un Mémoire sur les plans des seigneuries et habitations des gouvernements de Québec, les Trois-Rivières et Montréal, qui donne des indications sur la faune et la flore (1712).

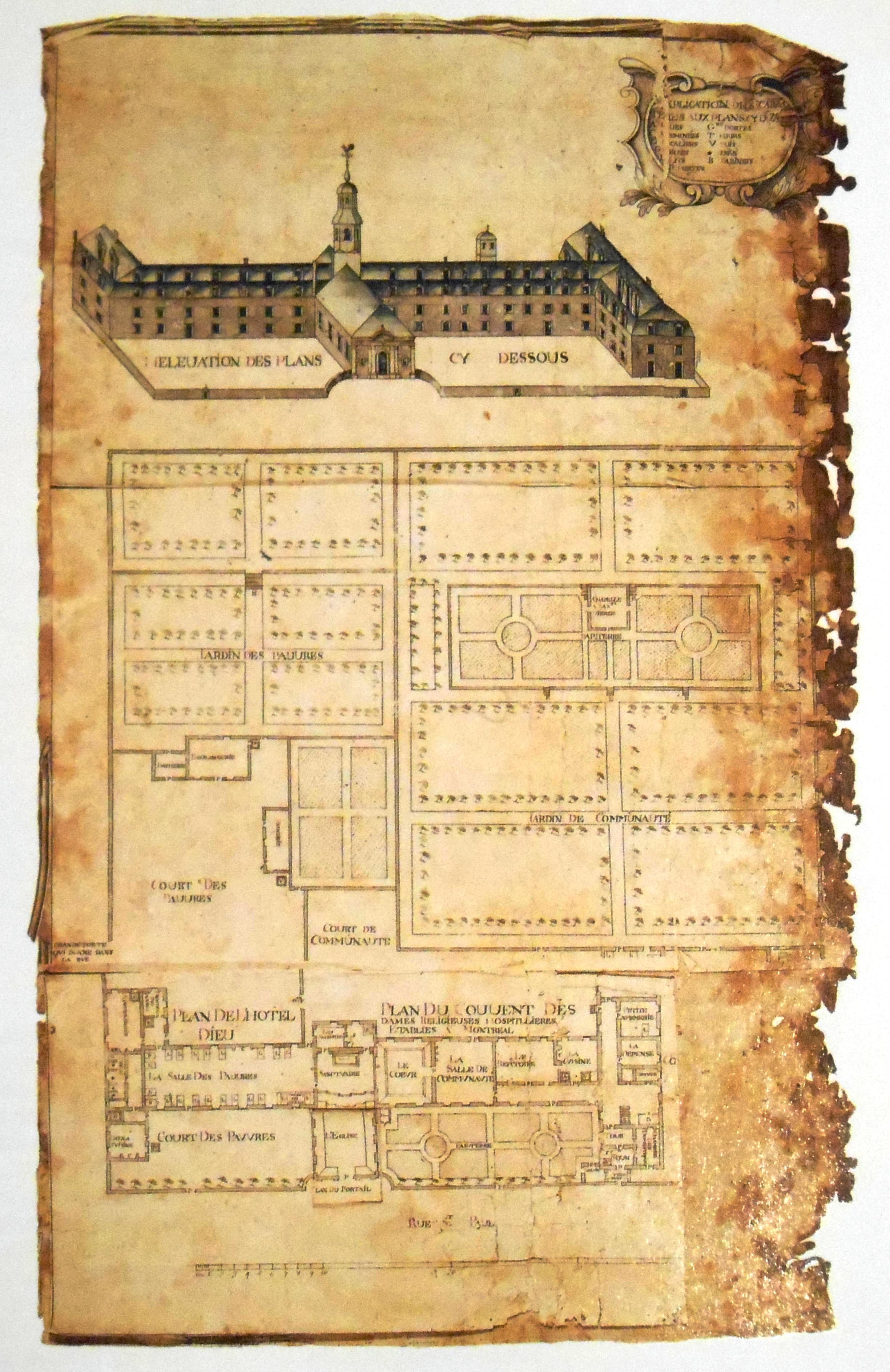
Hôtel-Dieu de Montréal, 1695
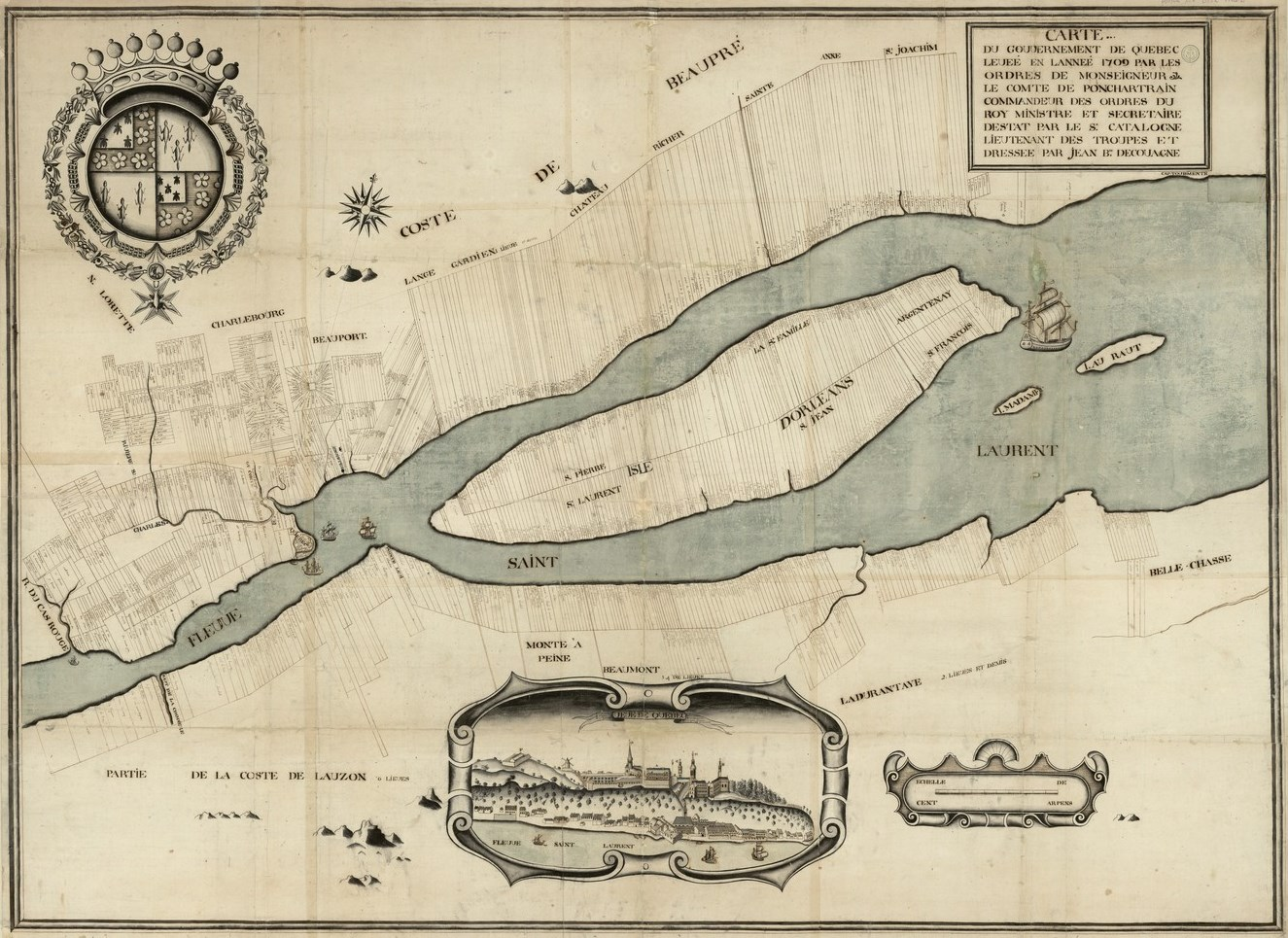
Carte du gouvernement de Québec levée en l'année 1709
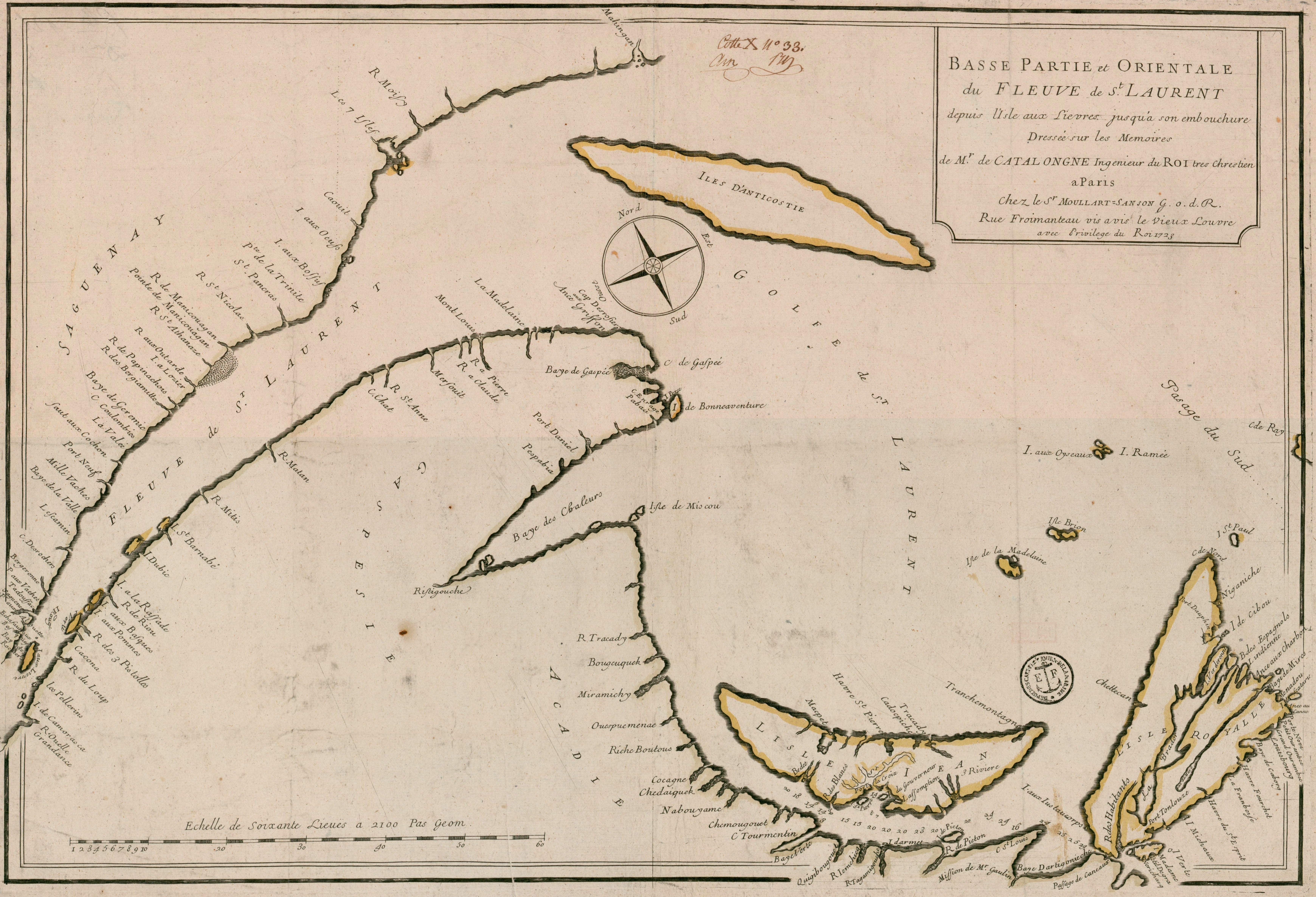
Basse partie du fleuve St Laurent, 1723
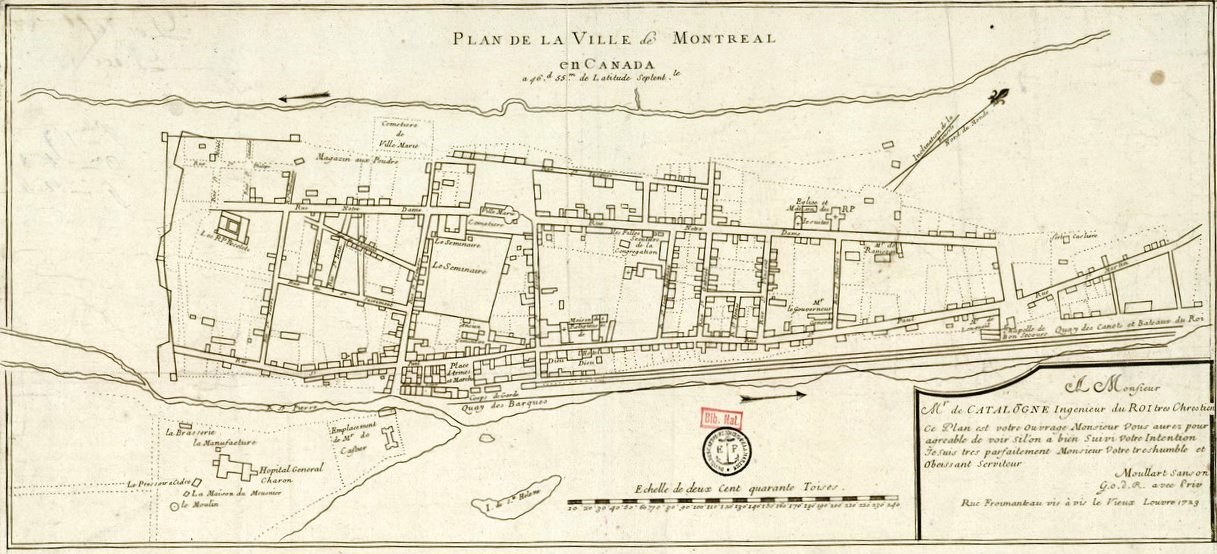
Plan de la ville de Montreal en Canada, 1723

## Mémoire
Un parc rappelle son nom à Montréal, près du canal de Lachine dans le quartier Saint-Henri. 45° 28′ 19″ N, 73° 35′ 00″ O
Une plaque est apposée sur l'édifice Ernest-Cormier, rue Saint-Vincent, dans le Vieux-Montréal. On peut y lire: « Ici vécut, à partir de 1689, Gédéon de Catalogne, ingénieur, officier et analyste qui travailla aux fortifications de Québec, des Trois-Rivières et de Louisbourg. »
Une localité de l'île du Cap-Breton porte le nom de Catalone (en) en sa mémoire.

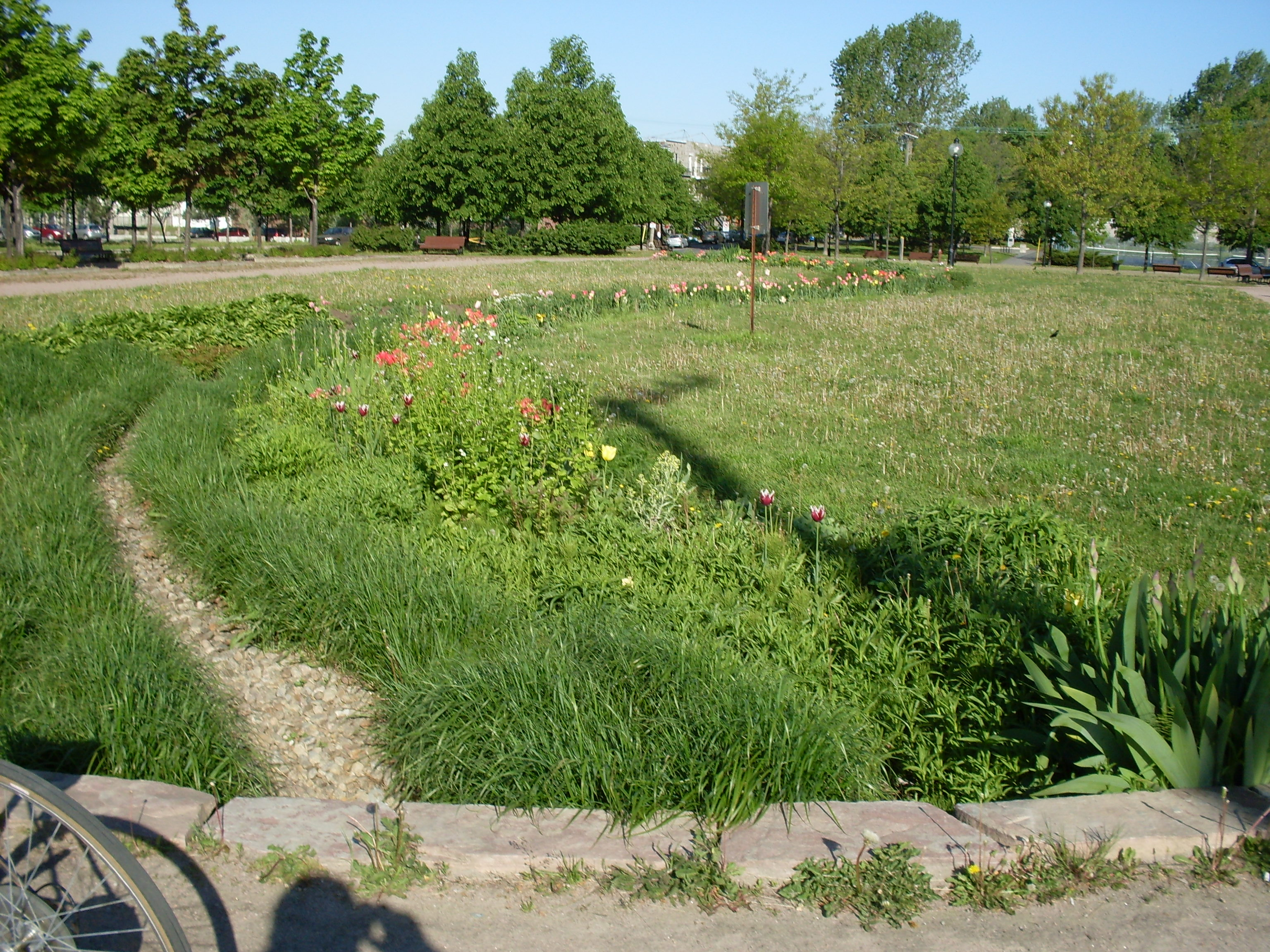
Parc Gédéon-de-Catalogne
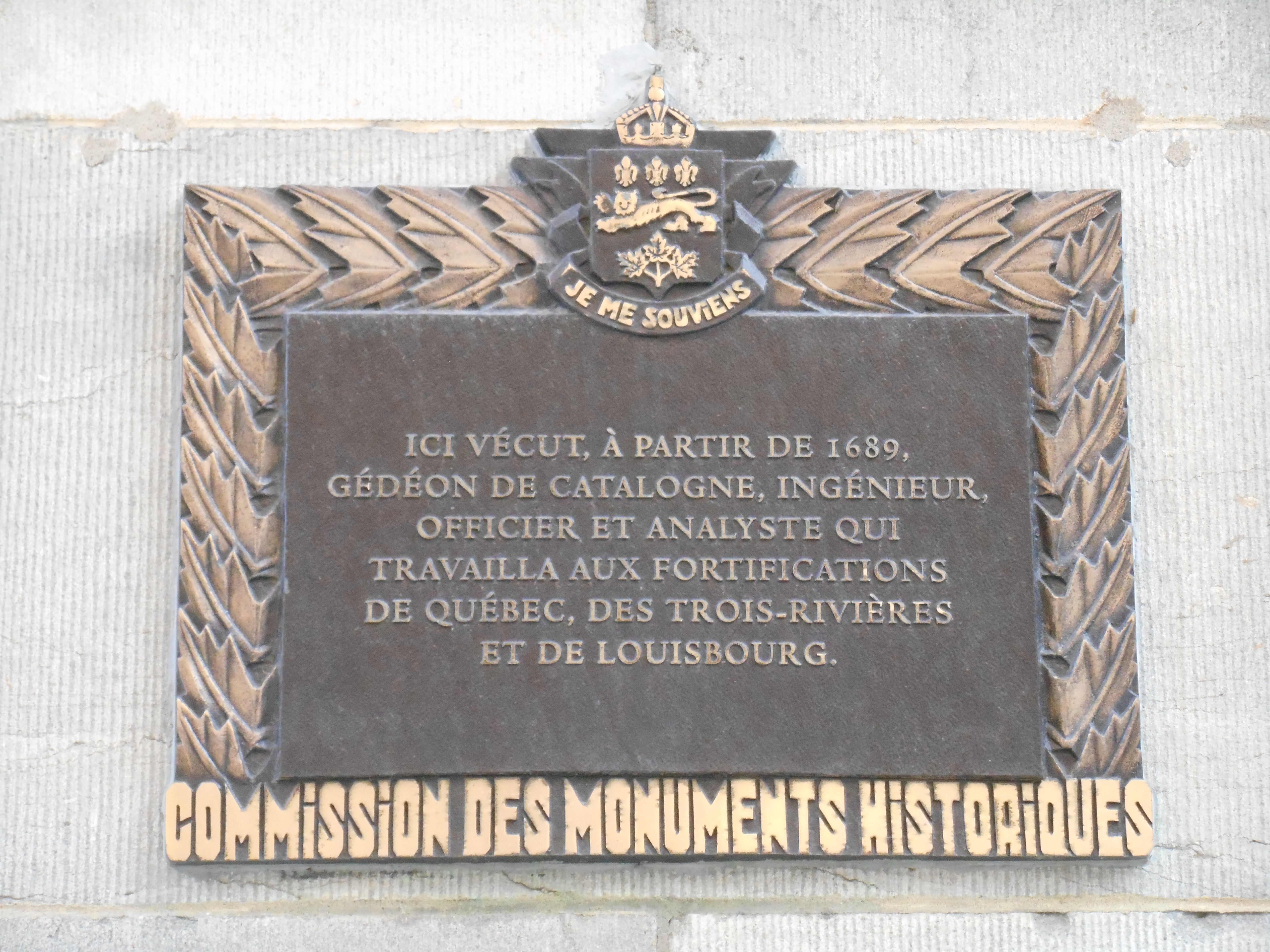
Plaque, rue Saint-Vincent